# 앙리 마티스
앙리 마티스(프랑스어: Henri Émile Benoît Matisse, 1869년 12월 31일 ~ 1954년 11월 3일)는 20세기 야수파 프랑스 화가이다. 파블로 피카소와 함께 '20세기 최고의 화가'로 꼽힌다. 22세 때 파리로 나가 그림 공부를 하고, 1893년 파리 국립 미술 학교에 들어가 귀스타브 모로에게서 배웠다.
1904년 무렵에 전부터 친분이 있는 피카소·드랭·블라맹크 등과 함께 20세기 회화의 제일보로 불리는 야수파 운동에 참가하여, 그 중심 인물로서 활약하였다. 그러다, 1954년 11월 3일에 85세의 나이로 사망하였다.

## 생애

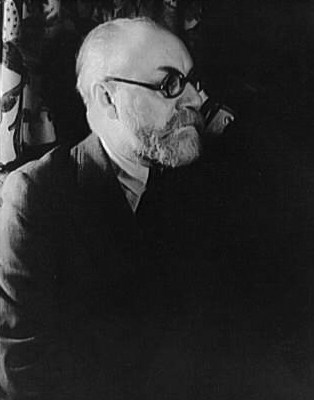
1933년, 칼 반 베흐텐이 촬영한 앙리 마티스

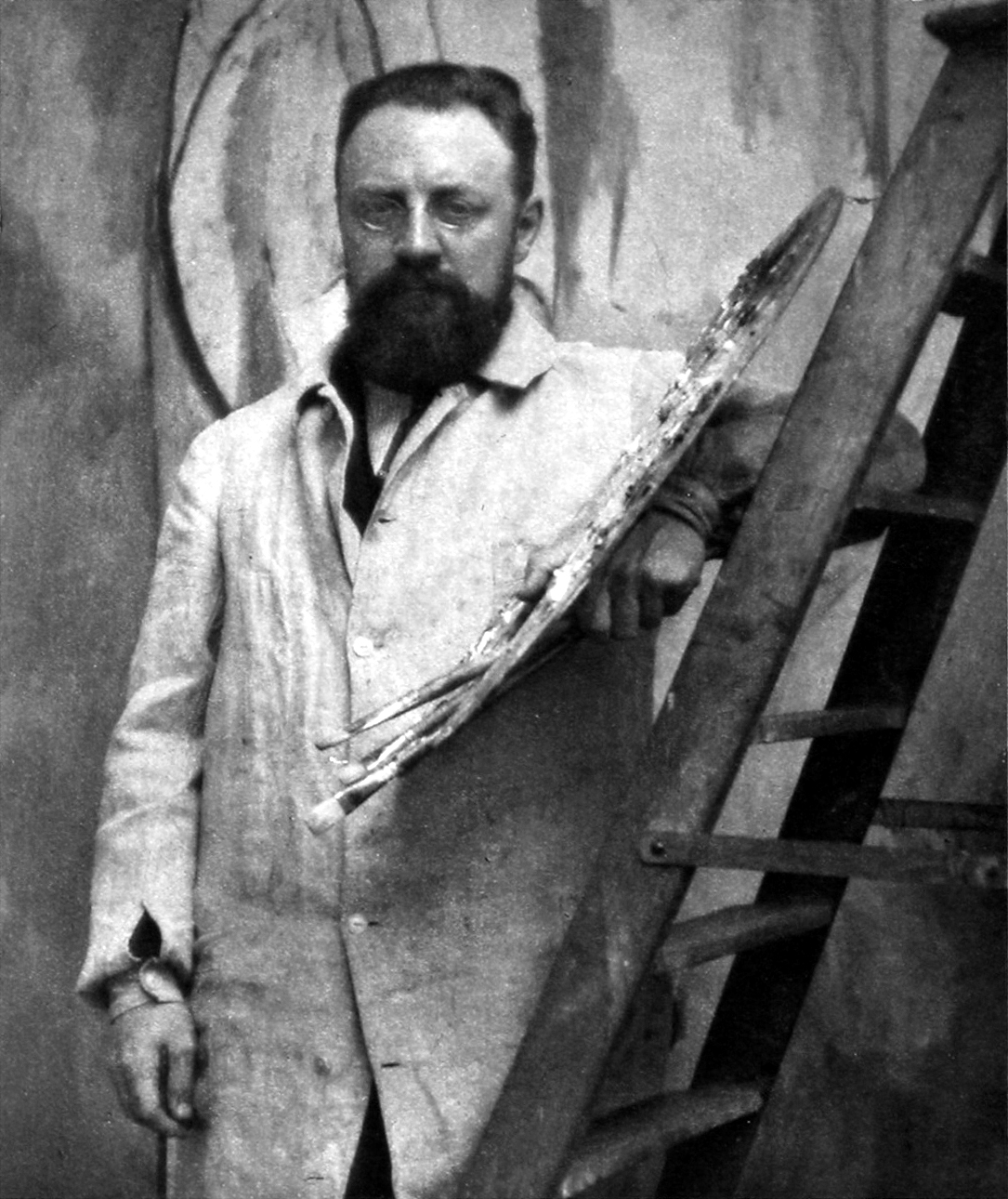
1913년, 앙리 마티스

제1차 세계 대전 후에는 주로 니스에 머무르면서, 모로코·타히티 섬을 여행하였다. 타히티 섬에서는 재혼을 하여 약 7년 동안 거주하였다. 말년에는 색도 형체도 단순화되었으며, 밝고 순수한 빛의 광휘와 청순 명쾌한 선에 의하여 훌륭하게 구성된 평면적인 화면은 '세기의 경이'라고까지 평가되고 있다. 제2차 세계 대전 후에 시작하면서 1951년에 완성한 반(Vannes) 예배당의 장식은 세계 화단의 새로운 기념물이다. 그는 조각·동판화에도 뛰어났고, 직물의 디자인, 삽화 등 새로운 분야도 만들었다. 그리고 대표작으로 <춤> <젊원>이 있다. 피카소는 "앙리 마티스의 배 속에는 태양이 들어 있다. "라고 말하며 색채 감각을 인정했다. 앙리 마티스는 색채의 마술사로 불린다.

## 화풍의 발전

### 인상파 연구
1892년에는 양친을 설득하여 다시 파리에 나와 아카데미 줄리앙의 부그로의 문하생이 되었다가 이어서 미술학교의 모로에게 배웠다. 동문인 마르케와 루오와의 교우는 이 때에 시작하였다. 루브르에서 고인(古人)을 배웠고 인상파·신인상파를 한 발짝씩 연구해 갔다. 화상(畵商) 볼라르의 점포에서 세잔, 고흐, 고갱의 데생을 구입하였고, 런던으로 여행, 터너를 보았으며, 더욱이 인상파의 유산을 계승하여 우키요에에 열중한 것도 초기 마티스에 있어서는 필요한 영양이 되었다.

### 포비즘
1896 ~ 1897년경부터는 원색의 대비에 의하여 선명한 표현을 시도하였고, 앙데팡당 미술전의 출품을 통하여 젊은 드랭과 블라맹크와 깊이 사귀게 되어 색채는 더욱 선명해졌다. 이렇게 그는 젊은 화가들의 선두에 서서 포비슴의 기치를 올리게 되었다. 마티스에 의하면 포비슴의 운동은 무엇보다 먼저 표현수단의 순수함을 재발견하는 용기를 고취하고 추진하려는 것이었다. 이와 더불어 그가 회화에서 구한 또 하나는 '표현'이다. 그가 말하는 표현이란 얼굴을 찡그린다든지 강렬한 동작을 과시한다든지 하는 격정 속에 있는 것이 아니고, 화가가 주체적으로 화면에 만들어 내는 색과 모양의 배합을 의미하는 것이며, 그것은 다름 아닌 긴밀한 질서를 가리키는 것이다. 1908년 이후 그는 이러한 의미에서의 질서 있는 조형을 탐구하였는데, 예를 들면, 실내화(室內畵)와 정물화에는 인물이 그려져 있으며, 의장, 장신구, 가구 꽃, 꽃병, 융단 등이 묘사되어 있는데, 그의 그림에 있어서는 인물이 의장보다 중요하다든가 융단의 색채가 다른 형태보다 뛰어난다든가 하는 관점은 성립되지 않는다. 화면은 모든 구성 요소의 균등한 비중에서 또 그 비중의 하모니에서 성립되고 있다. 다양하면서도 단일한 것, 질서·조화의 창조가 그의 과제였다. 그는 '동비중(同比重)·순일(純一)·절도(節度)'를 자기 스스로 표현의 3원칙이라 말했다. 마티스의 이러한 질서에 대한 감각은 자연법칙을 최상으로 하는 리얼리즘의 입장에서 본다면 길에서 벗어난 것임에는 틀림없지만 본질적으로는 명석한 형식감정을 존중하는 라틴적인 조형정신의 전통을 계승하고 있다.
| “ | 나는 균형이 잡힌 무구(無垢)한 그림을 그리고 싶다. 지쳐버린 사람에게 조용한 휴식처를 제공하는 것과 같은 그림을 말이다. | ” |
|   | — 앙리 마티스 |   |

## 참고자료
- 이 문서에는 다음커뮤니케이션(현 카카오)에서 GFDL 또는 CC-SA 라이선스로 배포한 글로벌 세계대백과사전의 내용을 기초로 작성된 글이 포함되어 있습니다.